# Rete dei laghi del Kenya nella valle del Grande Rift
La rete dei laghi del Kenya nella valle del Grande Rift è un'area caratterizzata da tre laghi, che si trova in Kenya nell'area della grande Rift Valley africana. È stata riconosciuta Patrimonio dell'umanità dell'UNESCO nel 2011. Si compone di tre laghi di soda alcalina: lago Bogoria, lago Elmenteita e lago Nakuru. Il paesaggio intorno ai laghi, con sorgenti termali e geyser, è caratterizzato da attività vulcanica e spostamenti tettonici.

## Geografia
Il sistema lacustre del Kenya fa parte di una catena di laghi che corre lungo la grande Rift Valley africana in direzione nord-sud attraverso la parte occidentale del Kenya e attraverso l'equatore. Due dei laghi si trovano nella contea di Nakuru e il lago Bogoria si trova nella contea di Baringo.
Offre un paesaggio vario che è descritto come eccezionalmente bello nella pagina dell'UNESCO. Oltre ai ripidi pendii con cascate, ci sono acque aperte, aree paludose, foreste e praterie. In un piccolo spazio si possono osservare caratteristiche di diversi processi geologici, come il bordo della grande spaccatura, coni vulcanici, fumarole, sorgenti termali e geyser.

## Fauna
I tre laghi e i loro dintorni sono principalmente noti per l'avifauna che li popola o li attraversa. Nel sistema lacustre keniota, ad esempio, sono notevoli le occorrenze dello svasso collonero, della spatola africana, dell'avocetta, del tuffetto, del tantalo beccogiallo, del cavaliere d'Italia, del gabbiano testagrigia e della sterna zampenere. Sono state segnalate fino a 480 diverse specie di uccelli sul lago Nakura, fino a 450 sul lago Elmentaita e fino a 370 sul lago Bogoria. Questi includono specie minacciate di estinzione a livello mondiale o regionale. I laghi sono un'importante area di alimentazione per i fenicotteri minori, che si trovano in grandi stormi fino a quattro milioni di uccelli e si nutrono delle alghe spirulina che si trovano nei laghi. L'area intorno al Lago Elmenteita è un importante terreno fertile per il grande pellicano bianco; vi sono state contate fino a 8000 coppie riproduttive. Per quanto riguarda i mammiferi, sono particolarmente degni di nota i rinoceronti, i bufali, le giraffe Rothschild, i leoni e i leopardi che si trovano nei parchi nazionali intorno ai laghi Bogoria e Nukura.

## Pericolo
L'ecosistema intorno ai laghi è minacciato dall'attività turistica e agricola. Queste sono a volte illegali, ma raramente vengono monitorate. Gli sviluppi illegali non vengono smantellati e non ci sono misure per ripristinare lo stato naturale. Nel 2017 l'UNESCO ha quindi chiesto al governo del Kenya di intensificare gli sforzi per proteggere l'area.